# Cacimba de Dentro
Cacimba de Dentro é um município brasileiro do estado da Paraíba, Região Nordeste do país. Está localizado na Região Geográfica Intermediária de João Pessoa e na Região Geográfica Imediata de Guarabira, distante 170 km a noroeste da capital estadual. De acordo com o Censo IBGE de 2022, sua população é de 16 mil habitantes, sendo o 52º município mais populoso do estado da Paraíba.
Desde 2013, o município está inserido na Região Metropolitana de Araruna, uma das doze regiões metropolitanas da Paraíba. A cidade está a cerca de 80 km de Campina Grande, a segunda maior do estado. Em 2016, ela foi considerada pelo MPF como uma das prefeituras mais transparentes da Paraíba, de acordo com o Ranking Nacional da Transparência.

## História
Até 1670, a ocupação do território paraibano se restringia apenas ao litoral. A partir de então, deu-se início à ocupação do interior, em direção ao agreste e ao sertão. Até cerca de 1850, os principais povoamentos da região do rio Curimataú eram as cidades de Bananeiras e Areia.
Sabe-se que a área do município de Cacimba de Dentro, assim como do vizinho Araruna, era propriedade de um senhor residente em Bananeiras, chamado Estêvão José da Rocha, coronel da Guarda Nacional, popularmente conhecido por "Barão de Araruna", título nobiliárquico concedido pelo imperador do Brasil, devido a sua grande influência política no agreste paraibano, onde foi proprietário de muitos lotes de terra no alto da Serra da Araruna durante o século XIX.
O sítio "Cacimba de Dentro", de propriedade de um cobrador de impostos chamado José Rocha, filho deste, foi implantado no local onde hoje se encontra a cidade que lhe tomou o nome por volta de 1880, sendo o primeiro passo para a povoação do lugar. A origem do nome deve-se ao fato de existirem na propriedade primitiva duas cacimbas de água potável, a "velha" e a "nova", sendo esta última mais para dentro da mata. Daí o nome com que foi batizada a propriedade e, posteriormente, o povoado.
Até 1923, a propriedade não era vista com bons olhos pelos moradores da região, pois o Sr. José Rocha mantinha sob suas ordens um grande número de homens fortemente armados e que impunham certo clima de pânico nas circunvizinhanças. Tal situação foi se transformando aos poucos, com a chegada de novos moradores, no mesmo ano, procedentes de Araruna. E, dentre eles, o Sr. Pedro Targino da Costa Moreira, considerado o fundador do povoado, sendo responsável pela construção de um mercado público e por abrir uma casa de comércio, além de construir inúmeras casas de moradias, que vendia ou alugava às famílias que ali chegavam.
O povoado passou a ser um distrito, parte de Araruna, por volta de 1937, tendo conseguido sua emancipação política através da Lei 2.138 de 8 de junho de 1959, de autoria do então deputado estadual José Targino Maranhão; sendo sua instalação oficial a 27 de setembro do mesmo ano, desmembrando-se do município de Araruna e formando um distrito sede próprio.
A primeira capela do local foi construída em 1922, tendo passado por uma ampla reforma no ano de 1966, constituindo-se a atual igreja matriz da cidade.
Em 5 de abril de 1990, foi promulgada a Lei orgânica do município. Atualmente, a cidade possui cerca de 14 mil eleitores (eleições 2020), é sede de uma comarca e é uma das que mais se desenvolvem na região.

## Geografia
Geograficamente, o município está localizado na região do Agreste paraibano, perto das encostas do Planalto da Borborema, na Serra da Araruna, sendo inserido na unidade geoambiental dos Serrotes, Inselbergues e Maciços Residuais. Localiza-se a uma altitude de cerca de 536 metros acima do nível do mar, o que lhe proporciona um clima ameno, característica do brejo de altitude, cuja temperatura no inverno chega aos 18°C.
Cacimba de Dentro insere-se nos domínios da bacia hidrográfica do rio Curimataú. Os principais cursos d'água são o Curimataú, na divisa com Casserengue, e o Riacho Capivara, na divisa com Solânea, todos de regime intermitente. Conta ainda com a acumulação do açude Cacimba da Várzea, com capacidade de mais de 9.200.000 m³.
O município está incluído na área geográfica de abrangência do semiárido brasileiro, definida em 2005 pelo Ministério da Integração Nacional e a Sudene. Esta delimitação tem como critérios o índice pluviométrico, o índice de aridez e o risco de seca.

### Limites
| Noroeste: Cuité       | Norte: Araruna | Nordeste: Araruna        |
| Oeste: Damião         |                | Leste: Araruna e Solânea |
| Sudoeste: Casserengue | Sul: Solânea   | Sudeste: Solânea         |

### Rodovias
A principal rodovia que cruza a cidade é a PB-111, recém-recapeada, que a conecta à Araruna e ao estado do Rio Grande do Norte. As rodovias estaduais PB-133 (no distrito de Logradouro) e PB-135 (no sítio Barreiros) também passam pelo município e conectam-se a esta, ligando-o às cidades vizinhas de Damião e Cuité, respectivamente, e também à BR-104.
A PB-105 conecta o município às cidades de Solânea e Arara, e também à Campina Grande. Para João Pessoa, há diversas rotas, sendo a principal destas via Guarabira.
Em 2023, foi inaugurado o primeiro portal de entrada da cidade, na ligação com Solânea, em um grande evento que contou com a presença de vereadores, prefeitos de cidades vizinhas e lideranças políticas da região.

### Distâncias
- Distância de Campina Grande: 82 km.
- Distância de João Pessoa: 171 km.
- Distância de Natal: 148 km.

### População
De acordo com o Censo IBGE de 2010, sua população era de 17.187 habitantes, sendo o 49º município mais populoso do estado da Paraíba. 
No entanto, no recenseamento demográfico de 2022, observou-se que o número de habitantes passou a 16.064 pessoas, o que representou uma queda de -5,08% em comparação com 2010, tornando-se o 52º município paraibano mais populoso. Ainda segundo o Censo, o número médio de moradores por residência é de cerca de 3 pessoas.

### Bairros e distritos
O município está dividido em dois distritos: o distrito-sede, formado pelo centro urbano e outros bairros, e o distrito de Logradouro, que engloba principalmente áreas rurais, como sítios e vilarejos.
| Nº | Nome dos Bairros               |
| -- | ------------------------------ |
| 1ª | Centro                         |
| 2ª | Bairro da Palmeira             |
| 3ª | Bairro Novo                    |
| 4ª | Bairro Morumbi                 |
| 5ª | Bairro Bela Vista              |
| 6ª | Conj. Benjamin Maranhão        |
| 7ª | Conj. Frei Damião              |
| 8ª | Conj. Francisco Gomes de Sousa |
| 9ª | Conj. Novo Horizonte           |

#### Distrito de Logradouro
O Distrito Logradouro de São Francisco, que recebeu esta denominação devido a comunidade de Logradouro ter como santo padroeiro Francisco de Assis, foi criado no dia 30 de setembro de 2008 por força da Lei Municipal 013/2008. A referida lei foi aprovada por unanimidade dos vereadores que compunham a Câmara Municipal, sendo sancionada pelo prefeito da época Clidenor José da Silva e publicada no Diário Oficial do Município. O distrito foi criado com base na Lei Estadual 5.393 de 07 de março de 1991, que estabelece condições para criação, organização e supressão de distritos no Estado da Paraíba. Tendo o povoado de Logradouro apresentado os requisitos mínimos, exigidos nesta lei, para ser elevado à categoria de distrito, o projeto foi aprovado.[carece de fontes?]
| Nº | Nome dos Sítios     |
| -- | ------------------- |
| 1° | Barreiros           |
| 2° | Sítio Mocotó        |
| 3° | Sítio Conceição     |
| 4° | Sítio Boa Vista     |
| 5° | Sítio Caraúbas      |
| 6° | Sítio Boi Manso     |
| 7° | Sítio Lagoa Salgada |
| 8° | Sítio Caraúbas      |
| 9° | Sítio Três Lagoas   |

### Clima
Dados do Departamento de Ciências Atmosféricas, da Universidade Federal de Campina Grande, mostram que Cacimba de Dentro apresenta um clima com média pluviométrica anual de quase 742 mm e temperatura média anual de 23°C.
| Dados climatológicos para Cacimba de Dentro   | Dados climatológicos para Cacimba de Dentro | Dados climatológicos para Cacimba de Dentro | Dados climatológicos para Cacimba de Dentro | Dados climatológicos para Cacimba de Dentro | Dados climatológicos para Cacimba de Dentro | Dados climatológicos para Cacimba de Dentro | Dados climatológicos para Cacimba de Dentro | Dados climatológicos para Cacimba de Dentro | Dados climatológicos para Cacimba de Dentro | Dados climatológicos para Cacimba de Dentro | Dados climatológicos para Cacimba de Dentro | Dados climatológicos para Cacimba de Dentro | Dados climatológicos para Cacimba de Dentro |
| Mês                                           | Jan                                         | Fev                                         | Mar                                         | Abr                                         | Mai                                         | Jun                                         | Jul                                         | Ago                                         | Set                                         | Out                                         | Nov                                         | Dez                                         | Ano                                         |
| --------------------------------------------- | ------------------------------------------- | ------------------------------------------- | ------------------------------------------- | ------------------------------------------- | ------------------------------------------- | ------------------------------------------- | ------------------------------------------- | ------------------------------------------- | ------------------------------------------- | ------------------------------------------- | ------------------------------------------- | ------------------------------------------- | ------------------------------------------- |
| Temperatura máxima média (°C)                 | 30,7                                        | 30,5                                        | 30,0                                        | 29,1                                        | 27,9                                        | 26,6                                        | 26,2                                        | 27,1                                        | 28,4                                        | 29,9                                        | 30,6                                        | 30,8                                        | 29,0                                        |
| Temperatura média (°C)                        | 24,3                                        | 24,4                                        | 24,2                                        | 23,7                                        | 23,0                                        | 21,9                                        | 21,2                                        | 21,4                                        | 22,2                                        | 23,2                                        | 23,8                                        | 24,2                                        | 23,1                                        |
| Temperatura mínima média (°C)                 | 20,3                                        | 20,7                                        | 20,6                                        | 20,3                                        | 19,7                                        | 18,6                                        | 17,5                                        | 17,5                                        | 18,4                                        | 19,2                                        | 19,6                                        | 20,1                                        | 19,4                                        |
| Chuva (mm)                                    | 29,1                                        | 60,6                                        | 108,1                                       | 134,4                                       | 93,6                                        | 88,7                                        | 109,7                                       | 48,7                                        | 24,1                                        | 9,5                                         | 11,3                                        | 17,0                                        | 741,9                                       |
| Fonte: Departamento de Ciências Atmosféricas. |                                             |                                             |                                             |                                             |                                             |                                             |                                             |                                             |                                             |                                             |                                             |                                             |                                             |

## Política
Atualmente, a cidade é administrada pelo prefeito Valdinele Gomes Costa, do partido Cidadania, eleito para o primeiro mandato nas municipais de 2016, originalmente pelo PSB, e reeleito em 2020.
Anteriormente, o município foi administrado pelos prefeitos Dr. Edmilson Gomes de Sousa (1989-1992/ 1997-2000/ 2001-2004/ 2009-2012/ 2013-2016), Clidenor Dias (2005-2008), Olenka Targino Maranhão (1993-1996), José Ferreira (1984-1987), Antônio Gomes de Sousa (1968-1971/ 1976-1979/ 1980-1983) Chico Jacinto (1972-1973) e Henrique Dantas Pereira (1974-1975).
A câmara municipal é composta por 11 vereadores, sendo presidida atualmente por Alexandre Marcio Filho. Ela está sediada na Casa Severino Câmara da Cunha, no centro da cidade, e possui 3 comissões permanentes. 
O Diário Oficial do município chegou a sua 40ª edição em julho de 2020.

## Economia e Serviços
A atividade econômica dominante na cidade é o comércio, havendo diversas lojas e mercadinhos, além de pequenas marcenarias.
Na zona rural, predomina a pecuária extensiva (bovinocultura, caprinocultura, ovinocultura). O cultivo predominante é a agricultura de subsistência. Nas áreas férteis ocorre a cultura da mamona, sisal, algodão arbóreo e pastos cultivados.

### Transporte
A cidade dispõe de linhas fixas de ônibus das empresas Rio Tinto e Itapemirim, que transportam pessoas para Campina Grande e João Pessoa, dentre outras cidades.

### Saúde
Cacimba de Dentro conta com dois hospitais locais: o Hospital e Maternidade Isabel Moreira de Souza e sua Unidade Luiz Olegário. Além disso, há também diversas Unidades de Saúde da Família, localizadas na zona urbana e rural.

## Cultura, lazer e turismo
A cidade é bastante conhecida por suas animadíssimas festas juninas, com cenografia e comidas típicas, apresentação de quadrilhas da região e shows de forró. Em 2017, a cidade entrou de vez no roteiro junino da Paraíba, graças ao sucesso do seu São João, que resgatou a cultura e as tradições nordestinas. Em 2019, a prefeitura municipal aderiu à campanha "Não é não, também no São João", contra a importunação sexual nas festas. Em 2022, a cidade realizou o maior São João da sua história, com shows durante todo o mês de junho.
O desfile cívico de 7 de setembro também é realizado anualmente, organizado pela Secretaria de Educação, atraindo um público expressivo a cada ano. O aniversário da cidade, em 27 de setembro, é marcado por ações, eventos e shows de música, sempre com grandes atrações.

### Esportes
O futebol e o voleibol são os esportes mais praticados pelos habitantes da cidade e nas escolas. O município possui um pequeno estádio de futebol, com capacidade para menos de mil pessoas, chamado Mário Bandeira, que foi reinaugurado em 2015. Entre os times locais destacam-se o Nacional, o Confessor de Cacimba de Dentro e o Atlético Barreiros, que participam de torneios regionais.
O jiu-jitsu também é praticado na cidade, que possui um grande potencial nessa prática esportiva. Em 2016, atletas de Cacimba de Dentro conquistaram medalhas de ouro na sétima edição do Nordeste Open de Jiu-Jitsu, realizado em Natal, sendo esta a principal competição da modalidade no Nordeste e uma das mais importantes do Brasil.

### Pontos Turísticos
- Igreja Matriz de Santo Antônio (Centro)
- Antigo Mercado Público (Centro)
- Açude da Palmeira (Bairro da Palmeira)
- Mercado Municipal (Centro)
- Pedra do Letreiro (Zona Rural)
- Nascer do sol na Pedra do Capitão (Zona Rural)
- Pedra do Mium (Zona Rural)
- Pôr do sol da Pedra do Cruzeiro (Zona Rural)
- Santuário Nossa Senhora dos Remédios (Sítio Boa Vista)

### Calendário Turístico
- Festa de Santo Antônio - 13 de junho
- Festa de São João - 24 de junho
- Desfile da Independência - 7 de setembro
- Aniversário da cidade - 27 de setembro
- Festa de Natal - 24 de dezembro
- Festa de Ano-Novo - 31 de dezembro
- Feira municipal - aos domingos